# Piero Gauli
Piero Gauli (Milano, 6 giugno 1916 – Milano, 4 gennaio 2012) è stato un pittore e scenografo italiano.

## Biografia
Fu l’ultimo esponente del gruppo Corrente a spegnersi, nel 2012. Inizialmente la sua attività prevalente fu quella di scenografo, e il suo primo lavoro in tal senso fu la scenografia per La Giara di Pirandello, al teatro Verdi di Padova. Lavoro, quello di scenografo, dove già sono evidenti i tratti della sua pittura; così descrive la sua prima scenografia Elena Pontiggia: un ambiente pericolante, segnato da una ripida prospettiva espressionista e diviso asimmetricamente da uno storto pilastro.
Il suo approdo al gruppo Corrente, nel 1940, fu naturale conseguenza del suo stile. Una pittura, la sua, dove le figure vengono scavate e caricate di colore; uno stile fortemente espressionista ricco di rossi di ascendenze venete, che scava la materia come uno scultore laborioso; un lavoro da accostare, per stessa ammissione di Gauli, ai maestri comacini («Le fabulazioni attorno ai Magistri Comacini, cui sono legato da discendenza paterna, ancor'oggi mi impegna e mi avvince»), ma che guarda anche all’esperienza di Oskar Kokoschka e del nord Europa (un'arte, quella di Kokoschka, in quel momento considerata degenerata dal regime nazista).
Sono colori, come scrive Guido Piovene, recensendo la Mostra Universitaria del 1938 (dove esordisce Gauli), striduli, accesi, quasi sgarbati che stende con pennellate grasse nei suoi paesaggi. In quel periodo il suo stile espressionista si lega soprattutto ad esponenti del gruppo corrente, come Badodi e Cassinari o lo stesso Sassu, che lo presenterà in una personale del 1954; meno stretto, invece, è il legame con la pittura realistica di Guttuso o Migneco.
Negli anni di adesione al movimento, prosegue la sua attività di scenografo nel gruppo Corrente. Per il regista Paolo Grassi realizza l'allestimento scenografico de L’ultima stazione, di Beniamino Joppolo, presentata alla Triennale di Milano (tra gli attori dello spettacolo anche Giorgio Strehler).
Alle iniziative di Corrente parteciperà fino alla collettiva finale del gruppo, nel 1941, e ancora fino alla partenza per il fronte russo, nel 1942, data in cui si stacca dal gruppo attivo di Corrente. Nel periodo della guerra fu internato nel campo nazista di Cholmin. In quel periodo produsse diversi disegni che raccontano la sua esperienza di combattente.
Successivamente, ritornato dalla prigionia, la sua opera rimarrà sempre legata alla sua prima esperienza, e anche se il carattere e la forza del tratto si stempereranno, sarà sempre caratterizzata dal quel segno espressionista presente nella prima parte della sua attività, considerata a tutt'oggi la più interessante e feconda della sua carriera.
Tra le attività svolte, fu anche un buon ceramista.
Negli ultimi anni - soprattutto nei mesi estivi - vivrà e lavorerà a Verna, frazione del comune di Ramponio Verna (in Valle Intelvi). Alla sua morte, avvenuta nel gennaio 2012, a 95 anni, verrà tumulato nel cimitero locale, vicino alla sorella Clotilde e alla moglie, Ersilia Piscini, scomparsa nel 2007.
Nel 2016, in occasione del centenario della nascita, l’Accademia di Brera ha dedicato un convegno alla sua figura di artista.

## Mostre
Dopo la Seconda guerra mondiale, la sua prima personale fu alla galleria Il Naviglio, nel 1947, a cui seguirono molte altre tra cui:
- la mostra alla Galleria Annunciata di Milano, nel 1954, con presentazione di Aligi Sassu[11]
- la mostra presso la Galleria d’arte Vinciana del 1970[12]
- l'antologica al museo di Gallarate nel 1989[13]
- l’antologica nel 2010, dal titolo Gauli e il tempo di Corrente, presso Villa Calvi (ex municipio di Cantù[14]).

Degne di menzione, inoltre, sono la retrospettiva allestita alla fine del 2012, presso la fondazione dell’associazione corrente (a cura di Deianira Amico) e, nel 2016, (a cent’anni dalla nascita) la retrospettiva che la città di Como organizzò sull'autore (dal titolo Piero Gauli espressionista nordico - verso la cultura europea), presso l'ex chiesa di San Pietro in Atrio. E poi ancora una mostra (nel 2017) dei suoi acquarelli a Valsolda, presso il Museo Casa Pagano, in occasione delle celebrazioni di Antonio Fogazzaro.
Tra le varie mostre collettive a cui ha partecipato, si ricordano la Esposizione internazionale d'arte di Venezia del 1948, con il dipinto Uccelli con i fossili II, la V° Quadriennale di Roma del 1948, e il premio nazionale di paesaggio "Autostrada del Sole", al palazzo delle esposizioni di Roma, nel 1961.
Piero Gauli ha partecipato anche a molti altri premi e mostre, tra cui la Biennale Nazionale d'Arte "Città di Milano" del 1963 e 1965, il Premio Cremona del 1949, il Michetti del 1948 e del 1961, il premio Suzzara del 1948, 1950, 1953, 1960, il premio Marche del 1961.
Si ricordano, altresì, le varie mostre in omaggio alla storia del gruppo di Corrente, come quella del 1985 (Corrente: un movimento di arte e cultura di opposizione 1930-1945), allestita a Palazzo Reale (Milano), quella dal titolo Artisti di Corrente 1930-1990 - Badodi, Birolli, Broggini, Cassinari, Gauli, Guttuso, Migneco, Morlotti, Paganin, Sassu, Treccani, Valenti, Vedova, tenuta nel 1991 al Palazzo Bandera di Busto Arsizio e presso le gallerie civiche Palazzo dei Diamanti a Ferrara, e la mostra del 2008 a Palazzo Reale (Milano) del gruppo di Corrente.

## Opere pubbliche e in musei
Diversi suoi dipinti decorano la chiesa di San Ambrogio a Verna e il Santuario di San Pancrazio a Ramponio.
Nel 1983 realizza gli affreschi nella parete di fondo del salone di rappresentanza della casa natale di Pio XI.
Esiste un museo a lui intitolato, a Ramponio Verna, ed un centro studi con annesso museo (che porta il suo nome) in Umbria, presso Dunarobba, frazione di Avigliano Umbro. Ad Acquasparta in provincia di Terni, presso la Sala del Trono di Palazzo Cesi, è collocata dal 2016 una mostra permanente di 50 sue opere.
Un suo lavoro è collocato presso il museo di Sella di Lodrignano, una sua opera è conservata presso la Camera dei deputati, numerosi documenti e incisioni dell’artista sono conservati nell’archivio della fondazione Corrente. Altre sue opere si trovano presso il MAGI '900 - Museo delle eccellenze artistiche e storiche, alcune ceramiche si trovano presso il museo Epicentro; una sua opera, Autoritratto in Rosso, dipinta nel 1942 (anno di partenza per il fronte russo) è censita presso il Museo del Novecento a Milano, mentre 5 sue opere, di cui due affreschi, si trovano presso la collezione civica del comune di Seregno. E ancora: un suo lavoro fa parte della collezione Luca Crippa, a Seregno, un'opera è presso la Collezione del Museo Arte Gallarate - Galleria d'Arte Moderna e Contemporanea "Silvio Zanella", e 3 opere fanno parte della collezione della Cassa di Risparmio di Terni e Narni.